# The Lady in the Van
The Lady in the Van è un film del 2015 diretto da Nicholas Hytner.
È tratto dalla storia vera di Mary Shepherd, che tra il 1974 e il 1989 ha vissuto in un furgone sul vialetto di casa di Alan Bennett, sceneggiatore del film.

## Trama
Londra, 1970. Una anziana e scontrosa signora, che si fa chiamare Miss Mary Shepherd, vive in un vecchio furgone per le strade della borgata di Camden, parcheggiando di volta in volta il suo malconcio veicolo davanti alle diverse dimore. Gli abitanti della upper class londinese mal sopportano la presenza di questa arzilla ed eccentrica figura dal passato oscuro. 
Nello stesso periodo si trasferisce a Camden il commediografo Alan Bennett il quale, sebbene contrariato dal comportamento dall'anziana donna (che come prima cosa gli chiede di spingere il suo furgone rimasto in panne) ne rimane incuriosito e da buon scrittore, inizia a prendere ispirazione per creare un personaggio. Bennett è omosessuale ma vive solo, limitandosi a frequentare qualche ragazzo nelle ore notturne, ma a parte questo è un uomo riservato e passa molto tempo a parlare con sé stesso, al punto che in casa esistono due versioni di Alan, quello che "vive" e quello che "scrive", che rispecchiano le sue personalità contrastanti e manifestano fisicamente la sua perenne indecisione. Oltre a Miss Shepherd c'è una seconda persona anziana ricorrente nella vita di Alan ovvero sua madre, vedova, che vive piuttosto lontano e a cui è affezionato nonostante ella sia molto apprensiva e gli telefoni insistentemente, cercando invano di trasferirsi da lui per stargli vicino. Alan palesemente preferisce stare solo perché la madre gli creerebbe delle difficoltà visto il suo carattere invadente, le sue paranoie ed i suoi frequenti vuoti di memoria dovuti all'età. Tuttavia la signora Bennett è stata la sua fortuna, poiché ha il merito di averlo ispirato per la scrittura di monologhi e commedie di successo basate sulle ironie del vivere quotidiano. 
Dopo qualche anno passato a spiare dalle finestre i movimenti di Miss Shepherd e a scambiare con lei brevi conversazioni, lentamente Alan conquista la sua fiducia e inizia a provare apprensione per quella bizzarra donna. Il resto del quartiere, invece, non sembra dello stesso avviso: i più sparlano di lei scommettendo dove parcheggerà il furgone e quale famiglia tormenterà, i bambini ne hanno paura, i ragazzi la insultano, altri ancora cercano di essere caritatevoli donandole cibo e vestiti usati, anche se lo fanno più per scarico di coscienza, nella speranza che un giorno decida di andarsene o di farsi mettere in un centro di accoglienza. Bennett non sa di preciso da quale parte stare e suo malgrado si ritrova comunque ad aiutarla: le fa usare il suo bagno, le dona una sorta di pennello per ridipingere il furgone di giallo mimosa e scaccia via una banda di teppisti che stavano scuotendo violentemente il furgone con lei dentro. Malgrado l'aspetto sudicio e trasandato, Miss Shepherd si rivela in realtà una donna istruita, colta e piena di risorse: sa suonare il pianoforte, parla correntemente il francese, nonostante l'età sa guidare molto bene (avendo imparato durante la Seconda Guerra Mondiale a condurre le ambulanze), e afferma di essere stata anche una suora; lo testimonia il fatto che è molto devota alla chiesa cattolica, va sempre a confessarsi e prega ogni notte in modo quasi disperato. Come Alan nota, le dà fastidio sentire la musica classica e riceve anche delle visite notturne da un uomo misterioso che la chiama Margaret, dice di conoscere il suo "segreto" e la ricatta.
Nel 1974 il comune fa dipingere delle strisce gialle ai bordi delle strade per impedire i parcheggi abusivi e ciò causa la preoccupazione di Miss Shepherd, che ultimamente non aveva più potuto spostarsi perché il furgone si era ormai guastato. Una delle vicine le regala così un altro furgone usato per consentirle di partire e andare altrove, anche se l'anziana non sembra averne l'intenzione. Vedendola in difficoltà, Alan Bennett le offre il suo aiuto permettendole di parcheggiare sul proprio vialetto di casa, sistemazione inizialmente provvisoria ma che diventerà definitiva. Col tempo i due instaurano una tanto insolita quanto a suo modo consolidata forma di convivenza: Miss Shepherd non sposta più il furgone, lo dipinge di giallo e lo usa come roulotte, butta la sua immondizia nei bidoni di Alan (tra cui anche i suoi escrementi), va a fare compere insieme a lui e tramite una prolunga di corrente riesce perfino a vedere la televisione.
La madre di Alan, trovandosi in visita al figlio, trova sconveniente e sgradevole la presenza di una senzatetto che occupa abusivamente il suo vialetto, e gli consiglia di farla rinchiudere in un ospizio per il suo bene. 
Passano gli anni e mentre la madre di Alan, la cui demenza senile è peggiorata, viene messa in una casa di riposo, Mary Shepherd continua a vivere tranquillamente nel suo furgone e compra una piccola auto con cui spostarsi, riuscendo anche a procurarsi il permesso per parcheggiare lungo la strada: i residenti si sono ormai abituati alla sua presenza e alle sue stranezze e quasi le sono affezionati, arrivando a considerarla come "la signora" di Alan (come fosse sua moglie). Bennett, dal canto suo, continua a scrivere commedie di successo e porta avanti il suo racconto incentrato su Miss Shepherd.
Un giorno l'anziana Mary si reca con la sua auto a fare visita al fratello Leopold, che vive sulla costa, e lì rimane per qualche giorno. Turbato dalla sua assenza, Alan pensa che sia morta, e una sera decide di controllare, ma la sorprenderà a dormire nel furgone, scorbutica come sempre.
Si arriva così alla fine degli anni ottanta: Bennett va di rado a trovare sua madre, che non lo riconosce più ed è in stato semi-incosciente. Anche Mary, seppur ancora lucida, appare stanca e debilitata, al punto che per spostarsi usa ormai una sedia a rotelle e chiede bonariamente ad Alan di spingerla per la strada. Negli anni lei ha intanto fatto pace con sè stessa ed accettato la pesantezza della sua "colpa" e confessa ad Alan di aver abbandonato la carriera da pianista per abbracciare una vita spirituale, e mentre era in convento le fu proibito di suonare la sua musica, ragion per cui era arrivata a disprezzarla benché in realtà ne fosse appassionata. Resosi ormai conto che la donna non è più autosufficiente, Alan chiede aiuto alle suore del posto anche in virtù del passato da novizia della donna, ma gli viene risposto con un rifiuto, perché in convento non serbano un bel ricordo di lei. 
Intanto da qualche tempo un'assistente sociale fa talvolta visita alla casa di Alan per controllare che lui si prenda cura di miss Shepherd in modo adeguato (nonostante l'uomo neghi di averle mai fatto da badante) e per convincerla a farsi visitare da un medico vista l'età avanzata ed il precario stato di salute. Dopo una rapida occhiata, il medico consiglia di farla ricoverare in un centro sociale lì vicino per tenerla sotto osservazione: l'anziana inizialmente rifiuta temendo che sia un pretesto per portarla via, ma poi Alan riesce a persuaderla e lei viene caricata su un'ambulanza, sotto gli sguardi dei residenti che osservano la scena e non sanno se essere preoccupati o sollevati. Prima di andarsene, Mary consegna ad Alan un biglietto con il nome di suo fratello Leopold Fairchild, l'unico parente che le è rimasto.
Mentre al centro sociale Miss Shepherd viene lavata, rivestita e nutrita, Alan rintraccia Leopold e gli fa visita. Parlando con lui, vengono a galla molte delle verità nascoste di MIss Shepherd, il cui vero nome è Margaret Fairchild: era una promettente pianista che aveva studiato in Francia e, dopo la guerra, aveva deciso di prendere i voti abbandonando la carriera musicale, ma poiché le era stato proibito di suonare "per non cadere in tentazione" lei era diventata litigiosa, paranoica ed irascibile, fino ad avere un tracollo nervoso per cui era stata cacciata dal convento. Questo l'aveva distrutta psicologicamente, e la sua salute mentale era progressivamente peggiorata, costringendo il fratello a ricoverarla in un ospedale psichiatrico a Bensted, da cui però era fuggita, quindi aveva preso a vagabondare per l'Inghilterra a bordo del suo furgone fin quando, ormai anziana, era giunta a Camden.
Al centro sociale, Miss Shepherd non riesce a prendere sonno e si sente in pericolo, poiché una delle ospiti del centro l'aveva riconosciuta come Margaret, una paziente di Bensted. Così si reca nella sala comune, dove c'è un pianoforte, e trova il coraggio dopo tanto tempo di suonare uno di quei brani che eseguiva da giovane. Poi, presa dalla paranoia, decide di tornare in quella che è la sua casa.
Alan, di ritorno dal lavoro, sentendo un rumore sospetto bussa agli sportelli del furgone e vi trova dentro Miss Shepherd, che stavolta non emana un cattivo odore e indossa vestiti puliti. Ancora una volta lei si confida con l'uomo, che considera ormai come un amico. La mattina dopo viene dopo trovata morta dall'assistente sociale.
Si conclude così nel 1989 la vicenda di Miss Shepherd: al funerale oltre a suo fratello Leopold e la cognata, vi sono Alan e gli altri abitanti del quartiere e anche l'uomo misterioso che la ricattava; quest'ultimo confiderà ad Alan di essere un poliziotto in pensione, e che Miss Shepherd, ovvero Margaret, era una fuorilegge: questo perché circa trent'anni prima aveva accidentalmente investito un giovane motociclista, che era morto sul colpo; benché lei non avesse nessuna colpa (era stata la moto a venirle addosso mentre era ferma ad un incrocio) si era spaventata ed era scappata, passando così dalla parte del torto. Il poliziotto l'aveva inseguita ma senza successo, così non aveva mai smesso di darle la caccia e lei aveva continuato a fuggire, tormentata dai sensi di colpa e dalla paura di finire in prigione, ragion per cui si ridusse a vivere nel furgone e dare all'uomo i pochi soldi che aveva per tacere dell'accaduto. 
Al cimitero Alan incontra lo spirito di Miss Shepherd, la quale appare sorridente come mai prima. Ora può vedere fisicamente le due personalità dell'uomo e gli presenta lo spirito del ragazzo che aveva investito, con cui ha potuto finalmente chiarirsi e ritrovare la pace. Con una risata, Mary confessa ad Alan che all'inizio voleva sostare sul suo vialetto per tre mesi, ma che alla fine c'era rimasta per ben quindici anni. Infine, poiché sa per certo che Alan sta scrivendo un racconto su di lei, desidera un finale epico. Bennett la accontenta, facendola ascendere al cielo tra nubi illuminate da una luce accecante, con Dio onnipotente che la accoglie in Paradiso.
Tempo dopo, il furgone viene rimosso, l'immondizia ripulita. Alan ha nel frattempo scritto e pubblicato il suo racconto, The Lady in the Van in cui narra le vicende di Miss Shepherd; ora convive con il suo ragazzo e di conseguenza, parla meno con sé stesso.
Anni dopo, Alan Bennett, alla presenza dei residenti e di giornalisti, scopre una targa commemorativa in memoria di Miss M.T. Shepherd, defunta al n° 23 di Glocester Crescent a Camden.

## Riconoscimenti
- 2016 – Golden Globe
  - Candidatura per la Migliore attrice in un film commedia o musicale a Maggie Smith
- 2016 – British Academy Film Awards
  - Candidatura per la Miglior attrice protagonista a Maggie Smith

## Camei
Il vero Alan Bennett appare alla fine del film, arrivando in bicicletta per l'apposizione della targa commemorativa in memoria di Miss Shepherd.